# Route de la Porte-des-Sablons-à-la-Porte-Maillot
La route de la Porte-des-Sablons-à-la-Porte-Maillot est une voie située dans le 16e arrondissement de Paris, en France.

## Situation et accès
Elle se trouve au nord-est du bois de Boulogne.
Elle se termine au nord, au carrefour du boulevard Maurice-Barrès et du boulevard Maillot, dans le prolongement du boulevard des Sablons.

## Origine du nom
La voie est ainsi nommée car elle relie la porte des Sablons à la porte Maillot.